# Hate Über Alles
Hate Über Alles è il quindicesimo album in studio del gruppo musicale tedesco Kreator, pubblicato nel 2022.

## Tracce
1. Sergio Corbucci Is Dead – 0:58
2. Hate Über Alles – 3:48
3. Killer of Jesus – 4:05
4. Crush the Tyrants – 4:10
5. Strongest of the Strong – 4:01
6. Become Immortal – 4:23
7. Conquer and Destroy – 4:45
8. Midnight Sun – 3:38
9. Demonic Future – 4:43
10. Pride Comes Before the Fall – 4:48
11. Dying Planet – 6:52

## Formazione
- Mille Petrozza – voce, chitarra
- Sami Yli-Sirniö – chitarra
- Frédéric Leclercq – basso
- Ventor – batteria